# Carl Seelig

Carl Seelig

Carl Seelig (* 11. Mai 1894 in Zürich; † 15. Februar 1962 ebenda; Pseudonym: Thomas Glahn) war ein deutschsprachiger Schweizer Schriftsteller, Journalist und Mäzen. Am bekanntesten wurde er als Freund, Förderer und Vormund von Robert Walser und als Biograf von Albert Einstein.

## Leben
Carl Seelig kam als Sohn von Karl Wilhelm Seelig, dem Besitzer einer Seidenfärberei, und Julie Alwine Seelig, geborene Kuhn, 1894 in Zürich zur Welt.
Er besuchte von 1910 bis 1915 die Kantonsschule Trogen. Anschließend studierte er 1916 bis 1920 Rechts-, Sprach- und Literaturwissenschaft, zunächst ein Semester an der École Supérieure de Commerce in Neuchâtel, dann an der Universität Zürich, die er 1920 ohne Abschluss verließ. Aus dieser Zeit stammen erste journalistische Arbeiten, lyrische Versuche und frühe Freundschaften mit Hermann Hesse, Stefan Zweig und dem Philosophen und Arzt Max Picard sowie intensive Kontakte mit Romain Rolland und Henri Barbusse und anderen erklärten Pazifisten.
Nach dem Unfalltod seines Vaters 1917 wurde Seelig Erbe eines ansehnlichen Vermögens und brachte als Teilhaber des Wiener Verlags E. P. Tal & Co die bibliophile Reihe „Die zwölf Bücher“ heraus, in der 1919 bis 1922 Werke von Romain Rolland, Hermann Hesse, Stefan Zweig, Henri Barbusse, Georges Duhamel, Maurice Maeterlinck sowie Ernst Tollers „Die Maschinenstürmer“ (1922) und anderen erschienen. Trotz des finanziellen Scheiterns seines verlegerischen Engagements schuf sich Seelig so ein weit über literarische Kreise hinausreichendes, illustres Beziehungsnetz.
In den 1920er Jahren publizierte Seelig eigene, von der Öffentlichkeit wenig wahrgenommene Gedicht- und Prosabände und betätigte sich als Herausgeber vor allem deutschsprachiger Literatur (u. a. Robert Walser, Georg Büchner, Jean Paul, Eduard Mörike, Heinrich Heine, Georg Heym). Daneben entwickelte er eine intensive Rezensionstätigkeit in den Bereichen Literatur, Film und Theater für zahlreiche Schweizer Zeitungen. Der Schriftsteller Rudolf Jakob Humm, der von Seelig vielfach finanziell und mit Besprechungen unterstützt wurde, nannte ihn spöttisch einen "Rezensionsfabrikant[en]", eine Formulierung, die Seelig noch heute nachgetragen wird,  seinen Verdiensten jedoch nicht gerecht wird.
Großes öffentliches Interesse fand der ein Prozess um die Freiheit der Filmkritik, die Seelig bis vor das Schweizer Bundesgericht zog. Im Fall "Carl Seelig gegen Studio 4 AG" klagte Seelig gegen den Kinobetreiber Studio 4, der ihm aufgrund einer unliebsamen Rezension Zutritt zu seinen Kinos verwehren wollte. Seelig verlor den Prozess.
Nach der Machtergreifung der Nationalsozialisten 1933 wurde der zuvor unpolitische Seelig zu einem der „unermüdlichsten Helfer deutscher antifaschistischer Schriftsteller“. Er unterstützte Exilautorinnen und Autoren wie Joseph Roth, Robert Musil, Ferdinand Hardekopf, Bruno Schönlank, Alfred Polgar, Ignazio Silone oder Hermann Broch. Von Seeligs  Engagement zeugen zahlreiche Korrespondenzen in seinem Nachlass. Über 10 000 Briefe an Seelig von zahlreichen Geistesgrößen seiner Zeit sind erhalten. Briefpartner waren unter anderem Max Brod, Jo Mihaly, Emmy Hennings, und Mechtilde Lichnowsky. Seelig unterhielt auch intensive Kontakte mit Schweizer Autorinnen und Autoren, die er intensiv förderte, ihre Werke in Zeitungen besprach und auch immer wieder teils mit Geld und Kontakten aushalf, teils die schriftstellerische Arbeit Lektoraten unterstützte. Dazu zählen unter anderem Ludwig Hohl, Annemarie Schwarzenbach, Paul Nizon und Erika Burkart.
Große Verdienste erwarb sich Seelig als Vormund (ab Mai 1944), Förderer und Freund des Schriftstellers Robert Walser, der sich seit 1933 in der psychiatrischen Heil- und Pflegeanstalt Herisau befand. Im Sommer 1935 nahm Seelig mit Walser Kontakt auf und besuchte ihn ab Juli 1936 regelmäßig. Seelig kümmerte sich um Walsers Finanzen und edierte bereits zu dessen Lebzeiten verschiedene Auswahlbände sowie die mehrbändige Ausgabe „Dichtungen in Prosa“ (5 Bde., 1953–1961). Seine „Wanderungen mit Robert Walser“ (1957) zählen neben der in zahlreiche Sprachen übersetzten Albert Einstein-Biographie (1952) zu seinen beachtetsten Publikationen.

Seelig verstarb am 15. Februar 1962 im Alter von 67 Jahren und fand seine letzte Ruhestätte auf dem Zürcher Friedhof Sihlfeld. 2020 wurde das Familiengrab Nr. 82083 auf dem Grabfeld A, in dem Seelig neben seinen Eltern liegt, per Stadtratsbeschluss zu einem Ehrengrab der Stadt Zürich ernannt.

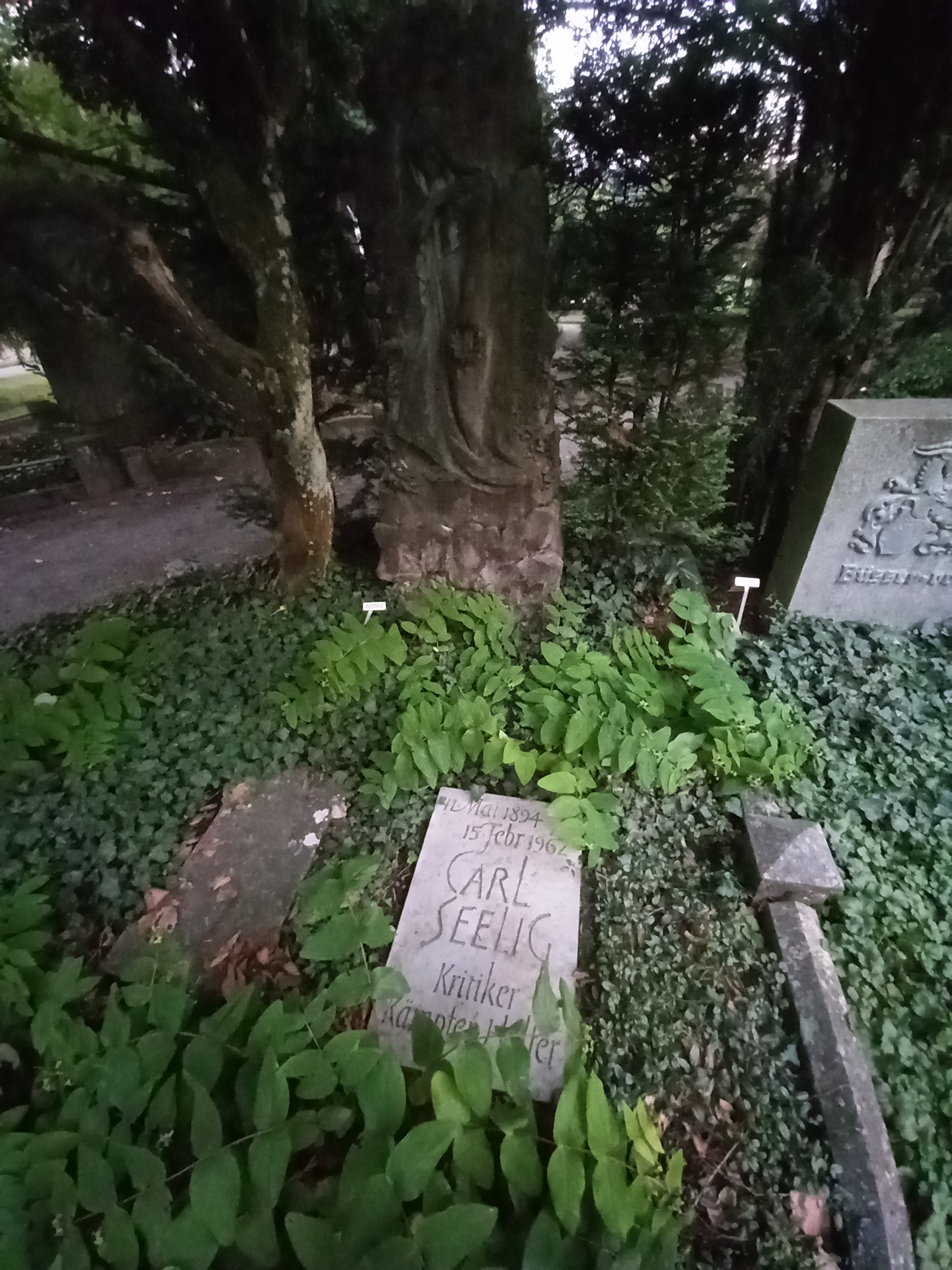
Das Grab von Carl Seelig auf dem Friedhof Sihlfeld in Zürich

Der Nachlass – neben Briefen finden sich zehntausende Pressebelege seiner journalistischen Tätigkeit zwischen 1915 und 1962 – befindet sich im Robert Walser-Archiv im Robert Walser-Zentrum Bern und in der Zentralbibliothek Zürich; die Briefe von Albert Einstein sowie die Sammlung für die Biografie befinden sich im ETH-Archiv. Briefe von Seelig befinden sich in verschiedenen Nachlässen im Schweizerischen Literaturarchiv (SLA) in Bern.

## Werke (Auswahl)

### Als Autor
- Lieder. Seldwyla, Bern 1921.
- Erlösung. Louis Ehrli, Sarnen 1922.
- Im Märchenwald. Louis Ehrli, Sarnen 1922.
- Die Jagd nach dem Glück. Ein Abenteuer-Roman. Louis Ehrli, Sarnen 1923.
- Erlebnisse. Der Garten Eden, Dortmund 1923.
- Nachtgeschichten. Aus der guten alten Zeyt. Greifen-Verlag, Rudolfstadt 1924.
- Himmel und Erde. Greifen-Verlag, Rudolfstadt 1925.
- Unter Pseudonym Thomas Glahn: Haussprüche. Henry Goverts Verlag, Hamburg 1940.
- Lob des Herbstes. Privatdruck 1945.
- Gang durch die Dämmerung. Gedichte vom Leben und Sterben der Menschen. Oprecht: Zürich 1953.
- Wanderungen mit Robert Walser. Tschudy. St. Gallen 1957; Suhrkamp (Bibliothek Suhrkamp 554), Frankfurt am Main 12. A. 2009, ISBN 978-3-518-01554-4; Erweiterte Neuausgabe: Suhrkamp (Bibliothek Suhrkamp 1521), Berlin 2021, ISBN 978-3-518-22521-9
- Originelle Gestalten der Familie Schoop. In: Thurgauer Jahrbuch. 33. Jahrgang, 1958, Seite 95–110.
- Albert Einstein und die Schweiz. Europa, Zürich 1952.
  - 2. umgearbeitete und stark vermehrte Auflage als: Albert Einstein. Eine dokumentarische Biographie. Europa, Zürich 1954
  - 3. umgearbeitete Auflage als: Albert Einstein. Leben und Werk eines Genies unserer Zeit. Europa, Zürich 1960

### Als Herausgeber
- Der Tag bricht an. Neue Gedichte von Waldemar Bonsels, Martin Buber, Hermann Hesse, Stefan Zweig u. a. Der Garten Eden, Dortmund 1921.
- Jean Paul: Der ewige Frühling. E. P. Tal-Verlag, Leipzig/Wien 1922.
- Das neue Wunderhorn. Deutsche Volkslieder. Feuer, Leipzig 1924.
- Die Jahreszeyten im Spiegel schweizerischer Volkssprüche. Orell Füssli, Zürich 1925.
- Robert Walser: Grosse kleine Welt. Eugen Rentsch, Zürich 1937.
- Robert Walser: Vom Glück des Unglücks und der Armut. Die schönsten besinnlichen Stellen aus Walsers Büchern – stille Weisheit eines wahren Poeten. Verlag Benno Schwabe, Basel 1944.
- Novalis: Gesammelte Werke. 5 Bände. Bühl, Herrliberg 1945/1946.
- Georg Heym: Gesammelte Gedichte. Arche, Zürich 1947.
- Robert Walser: Jakob von Gunten. Ein Tagebuch. Steinberg-Verlag, Zürich 1950.
- Robert Walser: Dichtungen in Prosa. 5 Bände. Kossodo, Genf / Holle, Darmstadt 1953–1961.
- Albert Einstein: Mein Weltbild. Hrsg. v. Carl Seelig. Ullstein, Frankfurt am Main 1955; Neuausgabe ebd. 2005, ISBN 3-548-36728-3.
- Helle Zeit – Dunkle Zeit. In memoriam Albert Einstein. Hrsg. v. Carl Seelig. Europa, Zürich 1956; Vieweg, Braunschweig 1986, ISBN 3-528-08934-2.

#### Die Zwölf Bücher-Reihe
- Carl Hauptmann: Der abtrünnige Zar. Eine Legende in Sechs Vorgängen. E.P. Tal-Verlag (Die zwölf Bücher), Leipzig/Wien 1919.
- Hermann Hesse: Kleiner Garten. Erlebnisse und Dichtungen. E.P. Tal-Verlag (Die zwölf Bücher), Leipzig/Wien 1919.
- Romain Rolland: Die Zeit wird kommen. E.P. Tal-Verlag (Die zwölf Bücher), Leipzig/Wien 1919.
- Stefan Zweig: Fahrten. Landschaften und Städte. E.P. Tal-Verlag (Die zwölf Bücher), Leipzig/Wien 1919.
- Wilhelm Schmidtbonn: Die Flucht zu den Hilflosen. Die Geschichte dreier Hunde. E.P. Tal-Verlag (Die zwölf Bücher), Leipzig/Wien 1919.
- André Suarès: Cressida. E.P. Tal-Verlag (Die zwölf Bücher), Leipzig/Wien/Zürich 1920.
- Otto Zoff: Gedichte. E.P. Tal-Verlag (Die zwölf Bücher), Leipzig/Wien/Zürich 1920.
- Georges Duhamel: Das Licht. E.P. Tal-Verlag (Die zwölf Bücher), Leipzig/Wien/Zürich 1921.
- Maurice Maeterlinck: Der Bürgermeister von Stilmonde. E.P. Tal-Verlag (Die zwölf Bücher), Leipzig/Wien/Zürich 1921.
- Wilhelm Schäfer: Frühzeit. E.P. Tal-Verlag (Die zwölf Bücher), Leipzig/Wien/Zürich 1921.
- Ernst Toller: Die Maschinenstürmer. E.P. Tal-Verlag (Die zwölf Bücher), Leipzig/Wien/Zürich 1922.
- Henri Barbusse: Erste Novellen. E.P. Tal-Verlag (Die zwölf Bücher), Leipzig/Wien/Zürich 1922.

### Als Übersetzer
- Jonathan Swift: Lemuel Gullivers Reisen in verschiedene ferne Länder der Welt. Lothar Joachim Verlag, Leipzig 1925.

### Briefe
- Briefwechsel. Hrsg. von Pino Dietiker und Lukas Gloor, Suhrkamp, Berlin 2022, ISBN 978-3-518-43091-0